# Creta (mitología)
En la mitología griega, Creta (en griego Κρήτη) era la ninfa epónima de la isla de Creta. Existen diferentes versiones acerca de este personaje.
Asclepiades, citado en la Biblioteca, dice que Creta, hija de Asterio, fue la elegida para ser esposa de Minos, y que ésta «engendró hijos, Catreo, Deucalión, Glauco y Androgeo; e hijas, Acale, Jenódice, Ariadna y Fedra». Otros, en cambio, dicen que Creta fue la madre de Pasífae en su unión con Helios. O bien se llamó Creta a una hija de Deucalión, a su vez nieta del propio Minos.
Cinetón dice que Radamantis era hijo de Festo, y Festo, de Talo, así como Talo, hijo de Creta.
Creta, ya como personaje epónimo, tiene dos versiones. Una la imagina como parte de las Hespérides (que podría interpretarse como una hija de Héspero). La otra, sostenida por Diodoro Sículo, nos dice que Creta era hija de uno de los curetes y que se desposó con Amón, que por entonces había perdido la guerra contra Crono. Amón gobernó sobre sus tierras en el exilio, a las que denominó Creta como su esposa, pero antes esa tierra era conocida como Idea.